# Roeland
Roeland is een germaanse naam die beroemd in het land betekent.
Er zijn vele namen van afgeleid, zoals Roel en Roelof. Roelof betekent weer beroemde wolf Rudolf. Van de naam Roel zijn namen afgeleid zoals, Roelien, Roelina, Roelinda, Roeline en Roelinka.

## Bekende mensen met de naam Roeland
- Roeland Fernhout, een Nederlandse acteur
- Roeland Raes, een Vlaamse jurist, politicus en notoir negationist
- Roland, een vazal van Karel de Grote, bekend uit het Roelantslied
- Roeland is ook de naam van de legendarische klok in het Belfort van Gent.